# Fachhochschule der Deutschen Bundespost Berlin

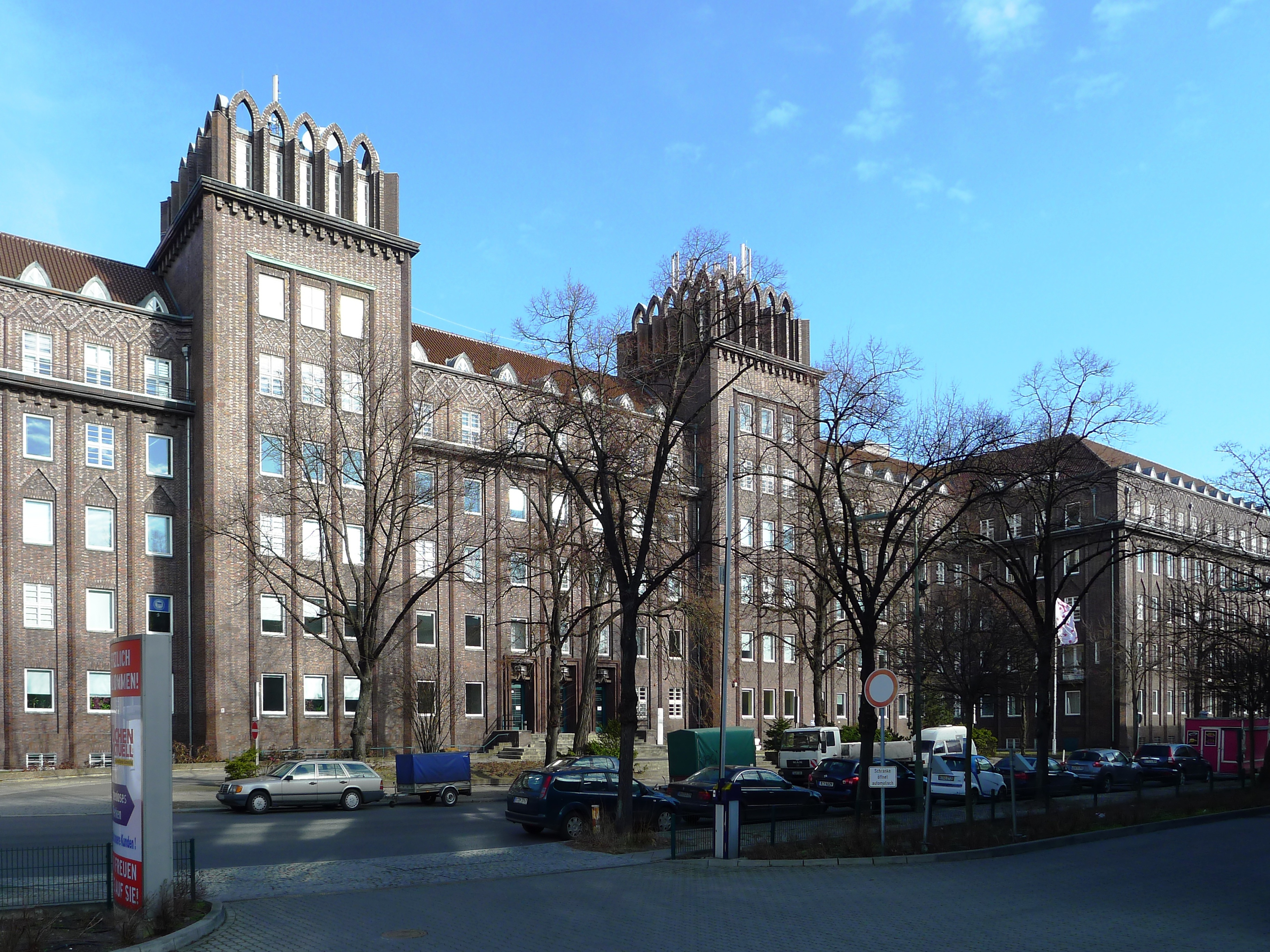
Gebäude der Fachhochschule der Deutschen Bundespost Berlin, Ringbahnstraße 126–134, Berlin-Tempelhof

Die Fachhochschule der Deutschen Bundespost Berlin war von 1972 bis 1995 eine Ausbildungsstätte der Deutschen Bundespost für Ingenieure für Nachrichtentechnik in Berlin-Tempelhof.

## Geschichte
Nach Gründung der Deutschen Bundespost 1950 entstand zunächst die Ingenieurschule der Deutschen Bundespost. Diese wurde 1967 in Ingenieurakademie der Deutschen Bundespost umbenannt. 1972 ging aus der Ingenieurakademie die Fachhochschule der Deutschen Bundespost Berlin hervor. Sie war in den oberen Stockwerken des ehemaligen Reichspostzentralamts untergebracht. In der Fachhochschule der Deutschen Bundespost Berlin wurden Ingenieure für Nachrichtentechnik ausgebildet. Die Fachhochschule der Deutschen Bundespost Berlin gab zwei Zeitschriften heraus, einen Studienführer für den Studiengang Nachrichtentechnik, bis 1990, und eine FH-Information, von 1972 bis 1990. Im Zuge der Privatisierung der Deutsche Bundespost wurde sie 1995 aufgelöst.

## Ausbildung
Das Studium an der Fachhochschule der Deutschen Bundespost Berlin dauerte drei Jahre. Es wurden die folgenden Fächer gelehrt:
- Mathematik
- Physik
- Chemie und Werkstoffkunde
- Hochfrequenztechnik
- Fernmeldetechnik
- Elektrische Messtechnik
- Elektrotechnische Grundlagen
- Vierpoltheorie und Filtertechnik
- Übertragungstechnik
- Digitale Elektronik
- Elektronische Datenverarbeitung
- Puls-Code-Modulation
- Telegrafentechnik und Datenübertragung
- Leitungstechnik
- Elektroakustik
- Elektrische Maschinen und Umformer[2][3]

## Hochschullehrer
Siehe: Kategorie „Hochschullehrer (Fachhochschule der Deutschen Bundespost Berlin)“
- Hans Krause-Dietering (1911–1976), Fabrikdirektor, Ingenieurschullehrer und -leiter
- Uwe Rabenhorst (1933–2018), Ingenieur, Hochschullehrer und -rektor
- Dietmar Rudolph (1941–2022), Ingenieur der Rundfunktechnik
- Helmut Schmidt (Ingenieur) (* 1943), Nachrichtentechniker und Politiker (SPD)